# Turkisk marsch

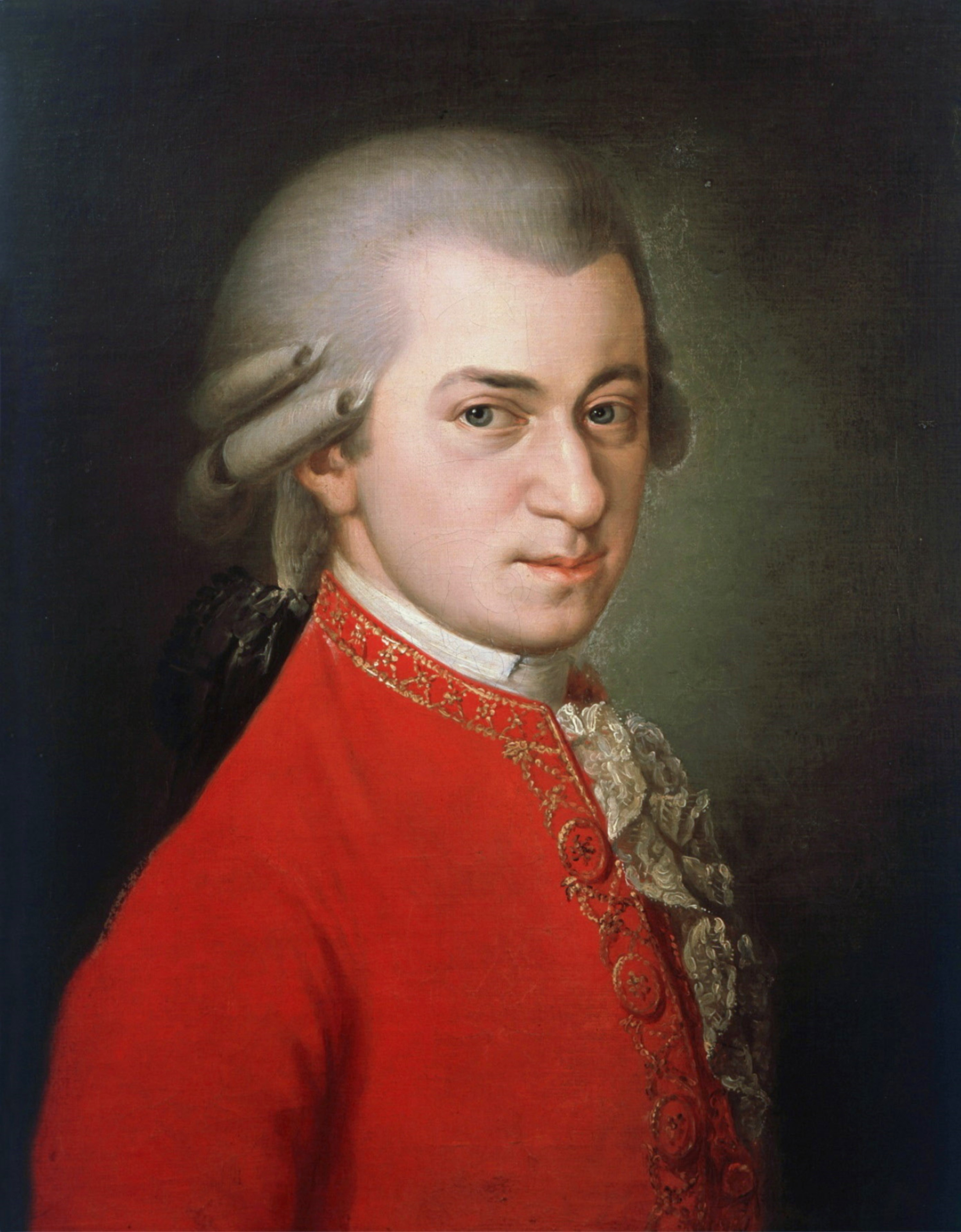
Wolfgang Amadeus Mozart.

Turkisk marsch, eller Rondo alla turca, är ett pianostycke komponerat av den österrikiske kompositören Wolfgang Amadeus Mozart 1783. Stycket är den  tredje delen och avslutningen på Pianosonaten nummer 11 i A dur K331. Mozart var runt 27 år gammal när han komponerade denna sonat och under samma  tidsperiod var janitsjarisk musik på modet liksom osmansk kultur i allmänhet. Att det var exakt 100 år efter Slaget vid Wien menar vissa också kan ha inspirerat Mozart att komponera stycket. Många kända pianister har framfört versioner av Turkisk marsch däribland kan nämnas Yuja Wang, Fazil Say och Lang Lang. 

## Neurologisk påverkan
I en studie publicerad 2017 påvisades att studenter som lyssnade på Turkisk marsch presterade signifikant bättre än studenter som inte gjorde det. Studenternas betyg var inte bara högre än kontrollgruppernas utan de skrev även tentamen på kortare tid.

## Turkisk march i populärkultur
Turkisk marsch förekommer i filmen Truman Show.